# Pattantyús Anikó
Pattantyús Anikó (Budapest, 1949. május 20. –) Liszt Ferenc-díjas magyar táncművész.

## Életpályája
Az Állami Balett Intézetben 1967-ben végzett
és attól az évtől a Szegedi Nemzeti Színházhoz szerződött, 1970-től magántáncosnak nevezték ki. 1971-től Fővárosi Operettszínház táncosnője, vezető szólistája, 1991-től címzetes magántáncos.

„Ami pedig a balettintézetet illeti, nos onnan a nyolcadik évben eltanácsoltak, mondván, hogy én okos lány vagyok, próbáljak inkább az eszemből megélni…Szerencsémre (legalábbis azt hiszem), a szívemre hallgattam, így aztán a másik nagy szerelem, a csillagászat megmaradt hobbinak.”

1983-ban Liszt Ferenc-díjas lett. Az Operettszínház önálló balettelőadásaiban is szólista szerepeket osztottak rá. Részt vett az együttes külföldi turnéin. A televízióban   többször szerepelt – partnerként is — Gesler György koreográfiáiban. 1988-tól a Rock Színháznál is dolgozott balettmesterként. Koreográfus asszisztensként több produkció létrehozásában részt vett.
Férje Serley Iván táncművész.

## Színházi szerepeiből
- Mesebalett – Hófehérke... A királynő
- Mesebalett – Hamupipőke... A gonosz mostoha
- Alekszandr Porfirjevics Borogyin: Igor herceg... szólótánc
- Johann Strauss: A denevér... szólótánc
- Camille Saint-Saëns – Pártay Lilla: Az állatok farsangja... Kakukk
- Bartók Béla – Imre Zoltán: Álmok és víziók... Esthajnalcsillag
- Maurice Ravel – Bogár Richárd: Bolero... főszerep, szólótánc
- Fernando de Rojas – Behár György: Toledoi szerelmesek... szólótánc
- Lehár Ferenc: A mosoly országa... szólótánc
- Bacsó Péter – Fényes Szabolcs – G. Dénes György: Szerdán tavasz lesz... szólótánc
- Illés Lajos – Vörösmarty Mihály: Egy fiú és a tündér... szólótánc
- Zerkovitz Béla: A szélhámoskirály... Csinos hölgy
- Jean Poiret – Jerry Herman: Őrült nők ketrece... táncos
- Leonard Bernstein: West Side Story... táncos
- Máté Péter – Urbán Gyula: Kaméleon... Irén
- Marvin Hamlisch: A mi dalunk szól... táncos
- John Kander – Fred Ebb: Kabaré... táncos

## Filmes és televíziós szerepeiből
- Egy elsárgult fénykép (1978)
- Camille Saint-Saëns – Pártay Lilla: Az állatok farsangja
- Maurice Ravel – Bogár Richárd: Bolero (1986)
- Tomaso Albinoni – Bogár Richárd: Adagio

## Díjai, elismerései
- Az év táncosa (Magyar Táncművészek Szövetsége, 1978)
- Liszt Ferenc-díj (1983)